# Helopsaltes
Helopsaltes es un género de aves paseriformes perteneciente a la familia Locustellidae, compuesto por pequeñas aves migratorias que se distribuyen en el este de Asia y Nueva Guinea. Todos sus miembros eran colocados anteriormente en el género Locustella.

## Especies
El género contiene las siguientes especies:
- Helopsaltes amnicola (Stepanyan, 1972) – buscarla de Stepanyan;
- Helopsaltes fasciolatus (Gray, GR, 1861) – buscarla de Gray;
- Helopsaltes pryeri (Seebohm, 1884) – yerbera japonesa;
- Helopsaltes certhiola (Pallas, 1811) – buscarla de Pallas;
- Helopsaltes pleskei (Taczanowski, 1890) – buscarla de Pleske;
- Helopsaltes ochotensis (Middendorff, 1853) – buscarla de Middendorff.